# Jiang Luxia
Jiang Luxia (chinesisch 蒋璐霞, Pinyin Jiǎng Lùxiá; * 25. Dezember 1986) ist eine chinesische Shaolin-Kampfkünstlerin und auf Martial-Arts-Filme spezialisierte Schauspielerin.

## Leben
Bereits mit sechs Jahren begann sie ihr Wushu-Training mit ihrem Onkel. Mit elf Jahren kam sie auf die Shenyang Wushu School und zwei Jahre später setzte sie ihre Kampfkunstausbildung im Shaolin Tempel am Song Shan fort. Später immatrikulierte sie in der Beijing Sports University.
Luxia ist nationale chinesische Meisterin im Shaolin Quan Wushu, Level-A Martial-Arts-Schiedsrichterin, die leitende Trainerin im Selbstverteidigungsprogramm für Frauen bei CCTV und im Vorstand der Wushu Association der Beijing Sports University.
Sie besitzt den Status eines "Wu Ying" Athleten (武英, wǔ yīng = chin.: "kriegerischer Held"). Dieser Titel wird nur Kämpfern verliehen, die sich immer wieder in den drei Spitzenpositionen in nationalen Kämpfen platziert haben.
Ihr Filmdebüt hatte sie 2008 in Kill Fighter als Nie Yiyi eine Kampfsportlehrerin, die wegen Geldmangel bei einem Milliardär als Leibwächterin arbeitet und von diesem für illegale Wetten und Kämpfe missbraucht wird. 2009 spielte sie die Rolle der Tie Ji in True Legend. Es folgten Midnight Taxi und 2010 Bad Blood.
Jiang Luxia nimmt die Vorbereitung auf ihre Rollen sehr ernst. Für die Darstellung ihres Charakters in "Bad Blood" besuchte sie sogar eine Taubstummen-Schule, um sich besser in die Problematik hineinversetzen zu können und kommunizierte auch während des Drehs nonverbal mit dem Team.

## Filmografie
- 2009: Kill Fighter (Zhang wu shuang)
- 2009: Midnight Taxi
- 2010: Mit moon
- 2010: True Legend (Su Qi-er)
- 2010: Die Vampirjäger (Jiang shi xin zhan shi)
- 2012: Naked Soldier (Jue se wu qi)
- 2012: Da Shang Hai
- 2013: Princess & Seven Gongfu Masters
- 2013: Ip Man: The Final Fight (Yip Man: Jung gik yat jin)
- 2014: Once Upon a Time in Shanghai
- 2014: Sifu vs. Vampire
- 2018: Operation Red Sea
- 2019: Double World